# Cânfora

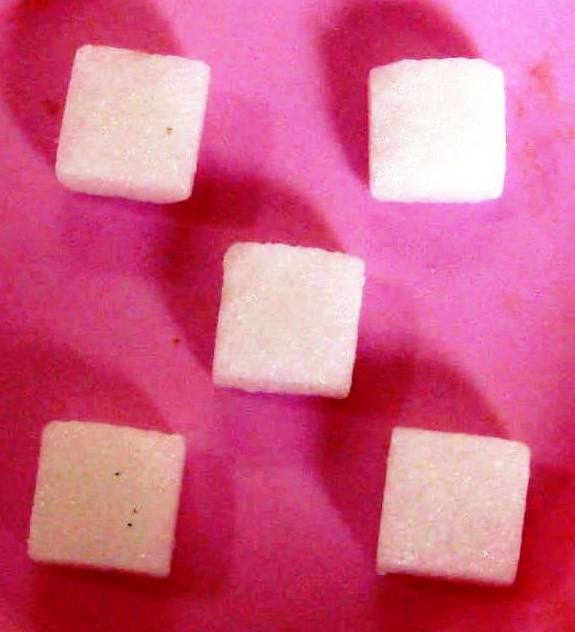
Cubos de cânfora

Cânfora é uma substância cerosa, semi-sólida ou parcialmente cristalina, branca ou translúcida, inflamável, com um forte e penetrante odor acre. É um terpenoide com a fórmula química C10H16O, historicamente extraído da árvore Cinnamomum camphora (a canforeira), mas presentemente maioritariamente obtido por síntese química. A molécula é quiral, com dois possíveis enantiómeros, como mostrado nos diagramas estruturais no quadro anexo. A estrutura à esquerda é o estereoisómero que ocorre naturalmente (forma R), enquanto o oposto é mostrada à direita (forma S). A cânfora é utilizada para fins medicinais (especialmente em medicina tradicional), como repelente de insectos e animais, pelo seu aroma como ingrediente em cosméticos, na preparação de fluidos de embalsamamento e como base para a produção de outros compostos. Nalgumas regiões, especialmente na Índia, é utilizado como ingrediente para acentuar o sabor de alguns alimentos e em cerimónias religiosas.
Norcânfora (ou norcamphor) é um derivado sintético da cânfora com os três grupos metilo substituídos por hidrogénio.

## Usos

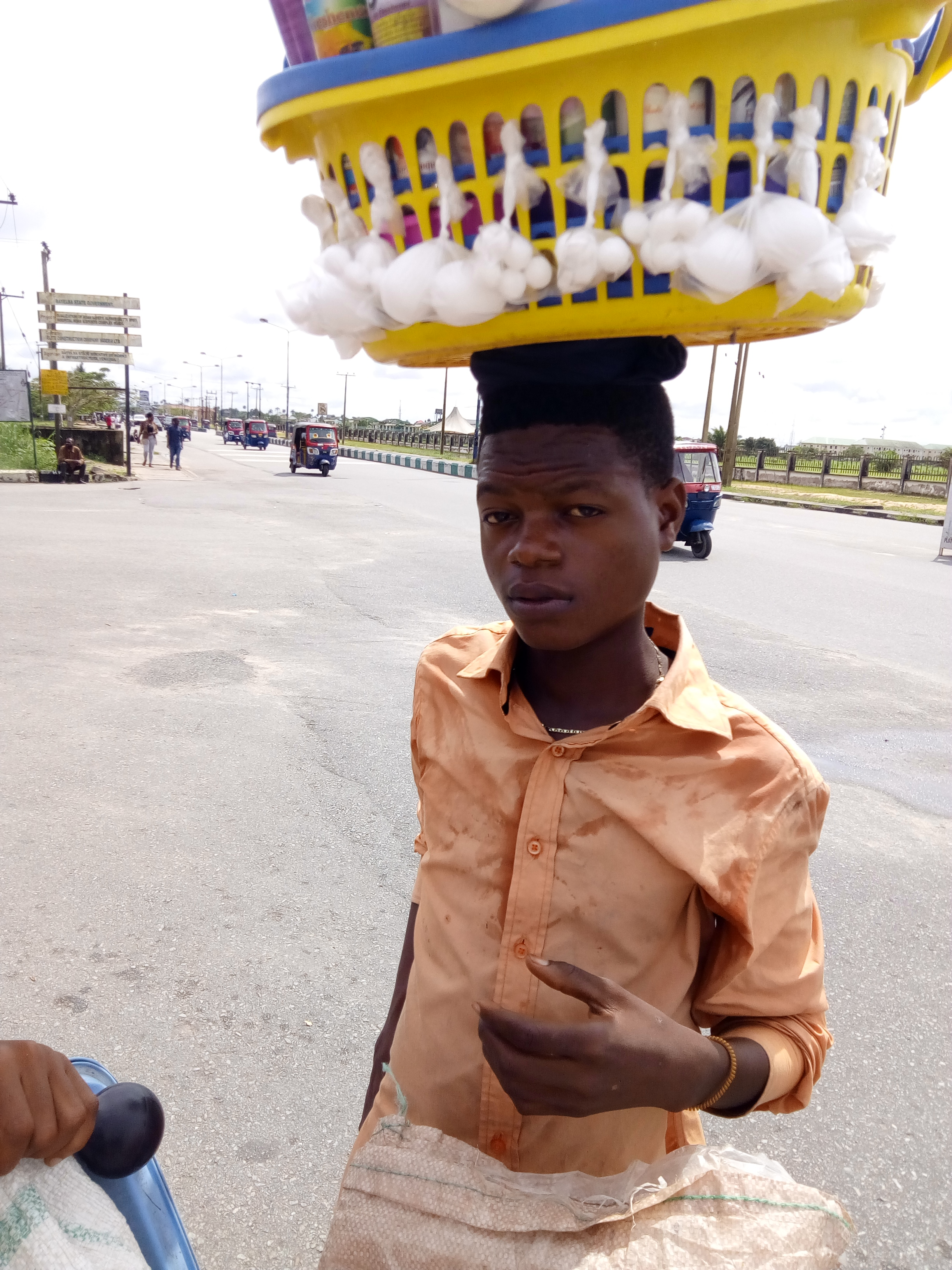
Vendedor de cänfora na Nigeria

## Origem